# Le Voyage (film, 1974)
Pour les articles homonymes, voir Le Voyage.
Pour plus de détails, voir Fiche technique et Distribution.
Le Voyage (Il viaggio) est un film italien réalisé par Vittorio De Sica, sorti en 1974.

## Fiche technique
- Titre original : Il viaggio
- Titre français : Le Voyage
- Réalisation : Vittorio De Sica
- Scénario : Diego Fabbri, Massimo Franciosa et Luisa Montagnana d'après la nouvelle de Luigi Pirandello
- Photographie : Ennio Guarnieri
- Musique : Manuel De Sica
- Pays d'origine : Italie
- Date de sortie : 1974
- Affiche : Jouineau Bourduge (France)

## Distribution
- Sophia Loren : Adriana de Mauro
- Richard Burton : Cesare Braggi
- Ian Bannen : Antonio Braggi
- Barbara Pilavin : la mère d'Adriana